# اس‌ام یو-۲۷ (اتریش-مجارستان)
اس‌ام یو-۲۷ (اتریش-مجارستان) (به انگلیسی: SM U-27 (Austria-Hungary)) یک زیردریایی بود که طول آن ۱۲۱ فوت ۱ اینچ (۳۶٫۹۱ متر) بود. این زیردریایی در سال ۱۹۱۶ ساخته شد.